# 1960 au Yukon
Chronologie du Yukon
- 1956
- 1957
- 1958
- 1959
- 1960
- 1961
- 1962
- 1963
- 1964

Cette page concerne des événements d'actualité qui se sont produits durant l'année 1960 dans le territoire canadien du Yukon.

## Politique
- Commissaire : Frederick Howard Collins (en)
- Législature : 18e

## Événements
- Fondation du journal Yukon News (“Les nouvelles du Yukon (en)”).
- Vic Wylie devient le 3e maire de Whitehorse.

## Naissances
- 8 avril : Pat Duncan, première femme première ministre et premier gouvernement libérale du Yukon.
- 26 novembre : Greg Wiltjer, joueur de basket-ball.